# 伽羅橋站
伽羅橋站（日语：／ Kyarabashi eki */?）是位於大阪府高石市羽衣，屬於南海電氣鐵道（南海）的高師濱線車站。車站編號為NK16-1。此站是線內唯一的中途車站。

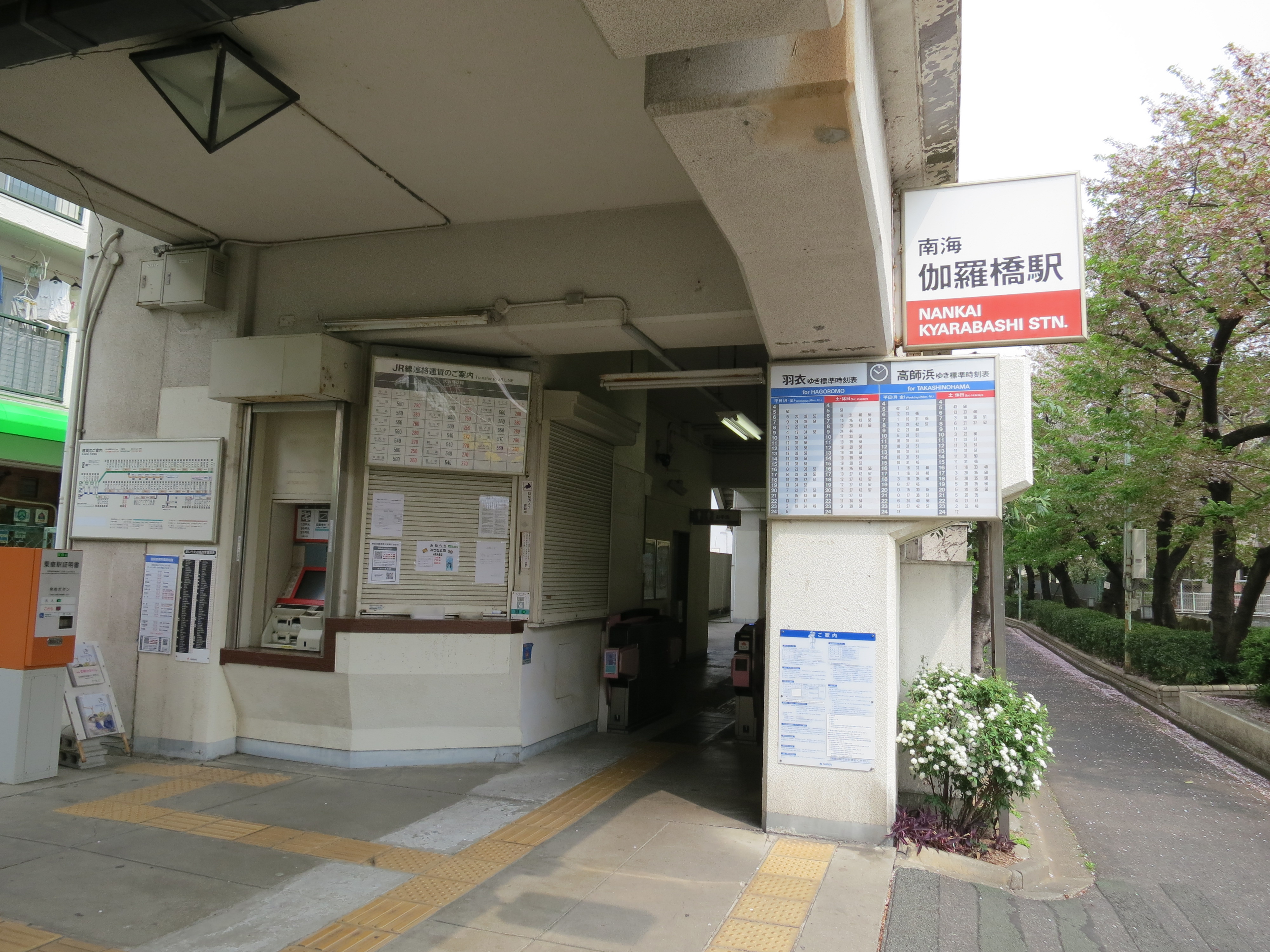
車站入口與驗票閘口(2019年4月)

## 歷史
- 1918年（大正7年）10月2日 - 南海高師濱線開通，此站啟用，當時為終點站。
- 1919年（大正8年）10月25日 - 高師濱線延伸至高師濱。成為中途車站。
- 1944年（昭和19年）6月1日 - 公司合併，成為近畿日本鐵道車站。
- 1947年（昭和22年）6月1日 - 路線轉讓至南海電氣鐵道。
- 1970年（昭和45年）2月1日 - 成為高架車站。
- 2021年（令和3年）5月 - 隨著羽衣站至伽羅橋站之間進行高架化工程，車站暫停服務[1]。在高架化工程期間開設代行巴士服務（直至2024年春天）[1]。
- 2024年（令和6年）4月6日 - 高師濱線羽衣站月台高架化完工。該線路的巴士即日期服務結束。

## 車站構造
本站是高架車站，設有1面1線的單式月台。1樓設有車站大廳，2樓則為月台。往高師濱方向和羽衣方向的列車停靠於同一月台上，並且可容納3卡車廂。由於此站是無人車站，因此窗口已經封閉。

## 使用狀況
在2016年（平成28年）度，1日平均上下車人次為1,567人。
| 年度   | 1日平均 上下車人次 | 1日平均 乘車人次 | 排名 | 參考資料 |
| ------ | ------------------ | ---------------- | ---- | -------- |
| 2000年 | 2,242              | 1,168            |      | [ 3 ]    |
| 2001年 | 2,188              | 1,140            |      | [ 4 ]    |
| 2002年 | 2,126              | 1,103            |      | [ 5 ]    |
| 2003年 | 2,015              | 1,041            |      | [ 6 ]    |
| 2004年 | 1,952              | 1,006            |      | [ 7 ]    |
| 2005年 | 1,978              | 1,020            |      | [ 8 ]    |
| 2006年 | 2,003              | 1,023            |      | [ 9 ]    |
| 2007年 | 1,958              | 996              |      | [ 10 ]   |
| 2008年 | 1,924              | 971              |      | [ 11 ]   |
| 2009年 | 1,803              | 907              |      | [ 12 ]   |
| 2010年 | 1,763              | 882              |      | [ 13 ]   |
| 2011年 | 1,698              | 848              |      | [ 14 ]   |
| 2012年 | 1,640              | 816              | 70位 | [ 15 ]   |
| 2013年 | 1,653              | 818              | 70位 | [ 16 ]   |
| 2014年 | 1,593              | 786              | 70位 | [ 17 ]   |
| 2015年 | 1,546              | 765              | 71位 | [ 18 ]   |
| 2016年 | 1,567              | 786              | 70位 | [ 19 ]   |

## 伽羅橋的由來

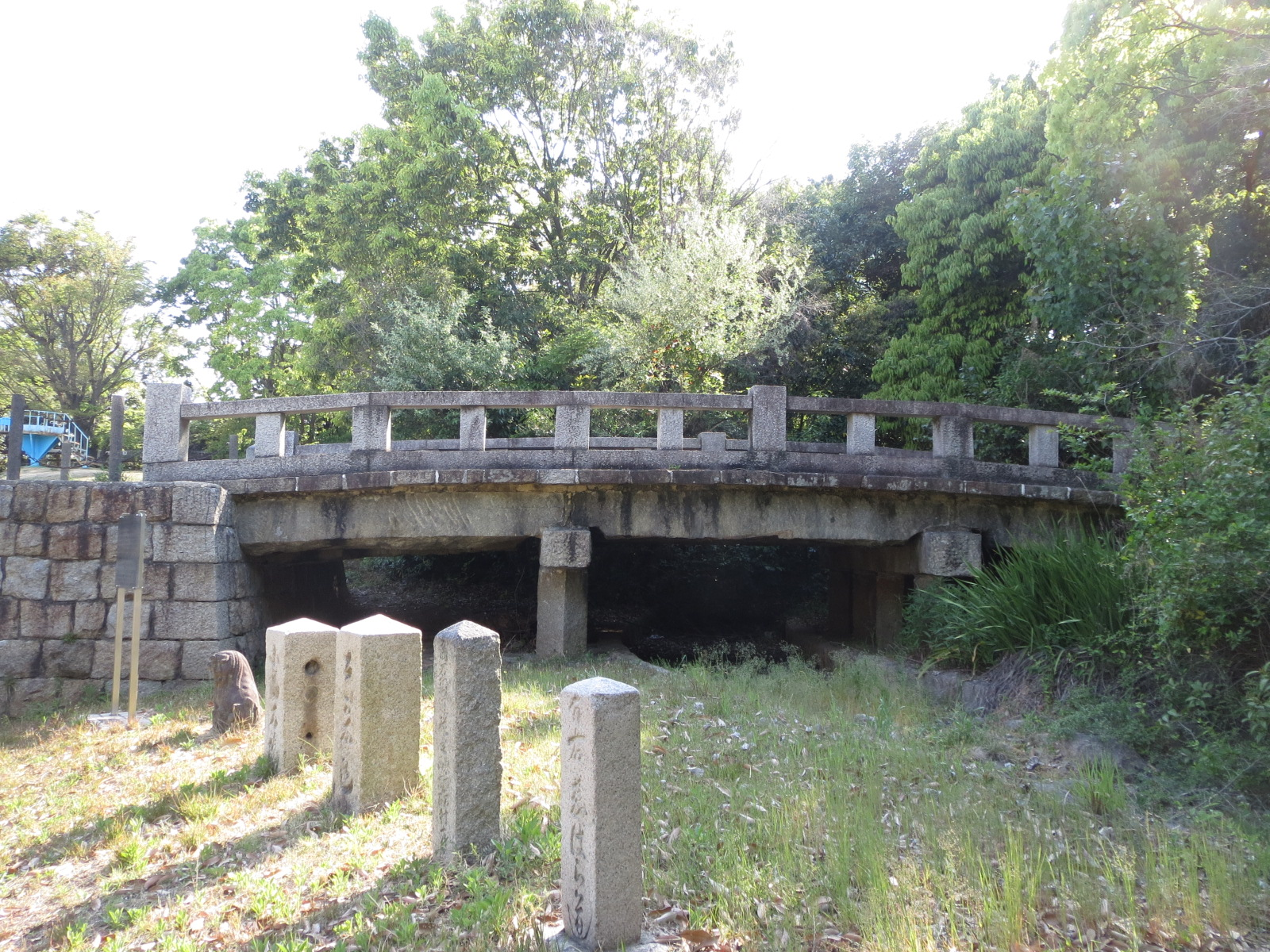
高砂公園內的伽羅橋

在室町時代，與南朝的後村上天皇相關的大雄寺門前，設有紀州街道，該街道越過蘆田川時建設了木橋，該橋樑使用沉香木（伽羅）。在「泉州志」的文獻提及了。在1865年 (慶応元年) ，由吉次郎發起於大鳥郡今在家村（現時：高石市羽衣）處建設石橋。石橋長11.1米，寬4.5米，勾欄、地板、主要檁以至橋墩均使用方形花崗岩砌成。石橋緩緩升上拱形。在3連檁之間各有1個30厘米角的松木，附件部分是石牆。在1988年 (昭和63年) ，蘆田川進行裝修工程，遷移至臨海部的高砂公園上。在2008年 (平成20年) 4月18日被登錄為登錄有形文化財。

## 車站周邊

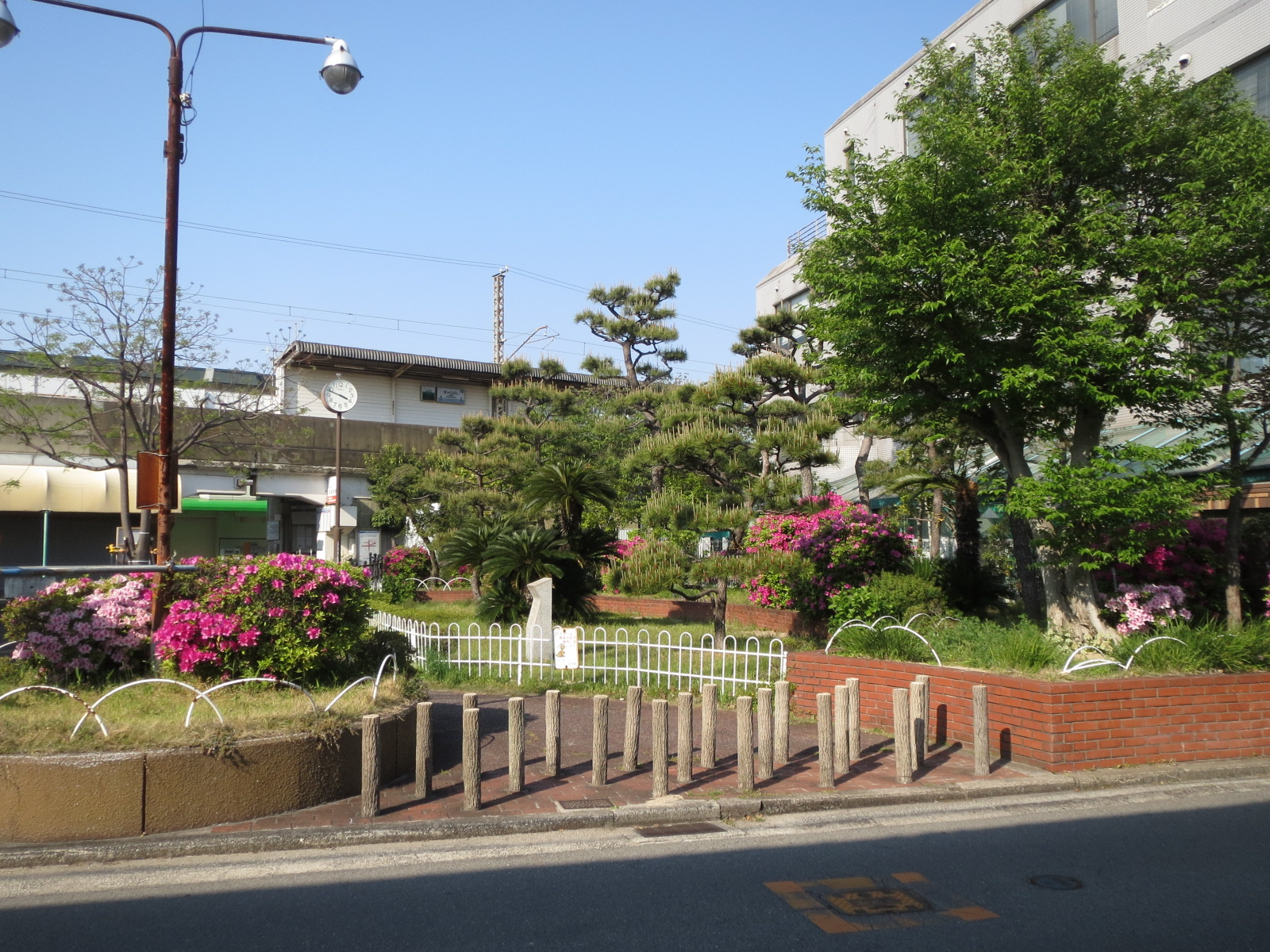
伽羅橋公園

站前的伽羅橋公園內設有杜鵑花、皋月杜鵑和苦楝。被選為大阪綠之百選。車站周邊設有府邸，戰前設有名為「卡拉橋園」。
- 銀裝（日语：銀装）羽衣工場
- 濱寺公園（日语：浜寺公園）
- 大阪國際青年旅社（日语：浜寺公園#主な施設）
- 大鳥羽衣浜神社
- 高石神社（日语：高石神社）

## 相鄰車站
南海電氣鐵道
 高師濱線
羽衣（NK16）－伽羅橋（NK16-1）－高師濱（NK16-2）

## 注腳
1. 1 2   (PDF) (新闻稿). 南海電鉄. 2020-12-11  [2020-12-12]. （原始内容存档 (PDF)于2020-12-18） （日语）.
2. ↑  南海手冊
3. ↑  大阪府統計年鑑（平成13年）PDF（日語）
4. ↑  大阪府統計年鑑（平成14年）PDF（日語）
5. ↑  大阪府統計年鑑（平成15年）PDF（日語）
6. ↑  大阪府統計年鑑（平成16年）PDF（日語）
7. ↑  大阪府統計年鑑（平成17年）PDF（日語）
8. ↑  大阪府統計年鑑（平成18年）PDF（日語）
9. ↑  大阪府統計年鑑（平成19年）PDF（日語）
10. ↑  大阪府統計年鑑（平成20年）PDF（日語）
11. ↑  大阪府統計年鑑（平成21年）PDF（日語）
12. ↑  大阪府統計年鑑（平成22年）PDF（日語）
13. ↑  大阪府統計年鑑（平成23年）PDF（日語）
14. ↑  大阪府統計年鑑（平成24年）PDF（日語）
15. ↑  大阪府統計年鑑（平成25年）PDF（日語）
16. ↑  大阪府統計年鑑（平成26年）PDF（日語）
17. ↑  大阪府統計年鑑（平成27年）PDF（日語）
18. ↑  大阪府統計年鑑（平成28年）PDF（日語）
19. ↑  大阪府統計年鑑（平成29年）PDF（日語）
20. ↑   (PDF). 大阪あちこち.   [2021-02-07] （日语）.
21. ↑  . 大阪文化財ナビ.   [2021-02-07]. （原始内容存档于2021-02-26） （日语）.
22. ↑   (PDF). 大阪府.   [2021-02-07]. （原始内容存档 (PDF)于2021-02-13） （日语）.

## 外部連結
- 伽羅橋 - 南海電氣鐵道（日語）
- - 線上文化遺產（文化廳） （日語）（日語）
- - 線上文化遺產（文化廳） （日語）（日語）
- - 線上文化遺產（文化廳） （日語）（日語）